# Bertrand Teyou
Bertrand Zepherin Teyou (* 17. März 1969; † 22. Januar 2020 in Douala) war ein kamerunischer Schriftsteller.
In seinem Buch La Belle de la république bananière: Chantal Biya, de la rue au palais (Die Schöne aus der Bananenrepublik: Chantal Biya, von der Straße in den Palast) zeichnet er Chantal Biyas Werdegang von einer einfachen Herkunft zur Première Dame nach. Am 3. November 2010 wurde er in einem Hotel in Duala während einer Signierstunde verhaftet. Seine Bücher wurden vernichtet. Er wurde zur Zahlung von 2.030.150 Franc CFA (nach damaligem Wechselkurs ca. 3000 €), ersatzweise zu zwei Jahren Haft verurteilt. Teyou konnte nicht zahlen und wurde inhaftiert. Seine Inhaftierung löste eine Urgent-Action-Kampagne von Amnesty International aus.
Am 29. April 2011 wurde er freigelassen, nachdem Bekannte und Anhänger die geforderte Summe für ihn entrichtet hatten.